# Columbus-New-Zealand-Klasse
Die  1971 als Columbus-New-Zealand-Klasse gebaute Schiffsklasse war eine Baureihe von Turbinenschiffen der Reederei Hamburg Süd. Die Containerschiffe der dritten Generation stellten seinerzeit gleichzeitig die weltweit größten Kühlcontainerschiffe dar.

## Geschichte

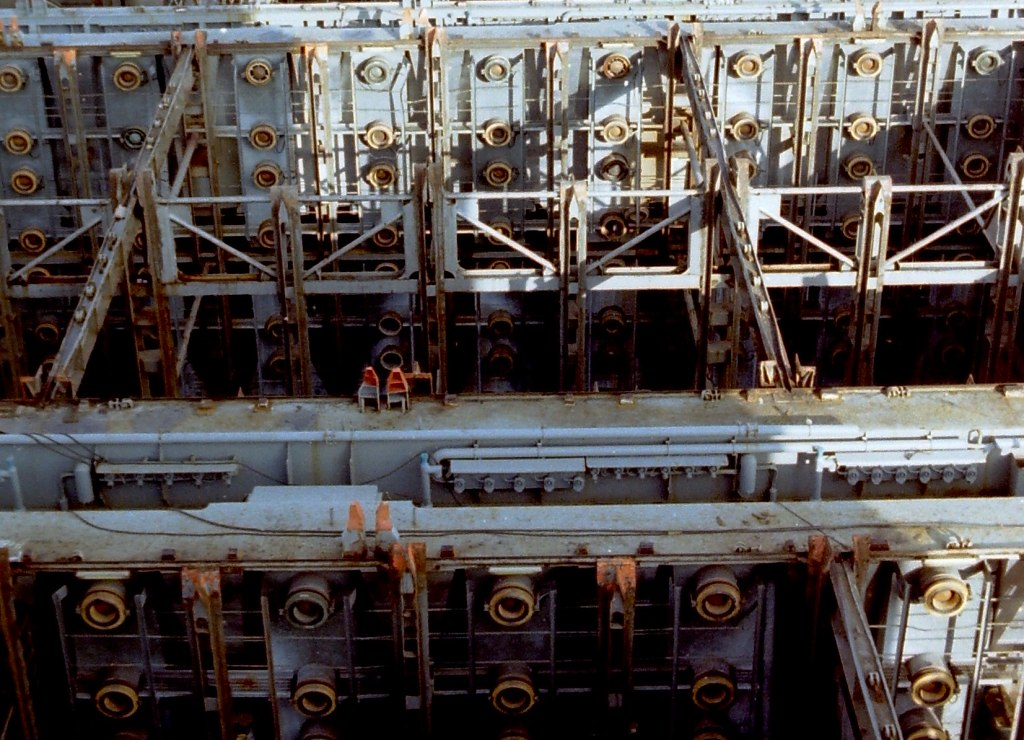
Blick in einen Laderaum mit Kühlstäben für Porthole-Container

Die Baureihe dieser Schiffsklasse bestand aus drei Einheiten eines Schiffstyps des Werftenverbundes Howaldtswerke-Deutsche Werft in Kiel und Hamburg, die 1971 in Dienst gestellt wurden. Bauwerft war die Deutsche Werft in Finkenwerder. Das Schiffstrio wurde im März 1969 bestellt und 1971 an die Gesellschaften Rudolf A. Oetker KG und Dr. August Oetker Schiffahrts & Beteiligungsgesellschaft übergeben. Das erste Schiff der Klasse war die am 17. April 1971 abgelieferte Columbus New Zealand. Die Schiffe bedienten ab Anfang Juni 1971 den Ostküste-Nordamerika-Australien/Neuseeland-Dienst der Hamburg-Süd-Tochtergesellschaft Columbus-Linie. Der Dienst konnte schnell ein steigendes Ladungsaufkommen verzeichnen, woraufhin man ab Anfang 1977 die Columbus Victoria mit in den Dienst eingliederte. Nach der Neumotorisierung wurden die drei Einheiten der Klasse auf die Reederei Hamburg-Süd eingetragen und für die letzten Betriebsjahre auf die Merchant Maritime Corporation in Monrovia übertragen und nach Liberia ausgeflaggt. Außergewöhnlich für eine Schiffsbiographie ist, dass die Hamburger Reederei die drei Schiffe bis zur Verschrottung Ende 1998/Sommer 1999 ausschließlich im angestammten Australien/Neuseeland-Dienst betrieb.

## Technik

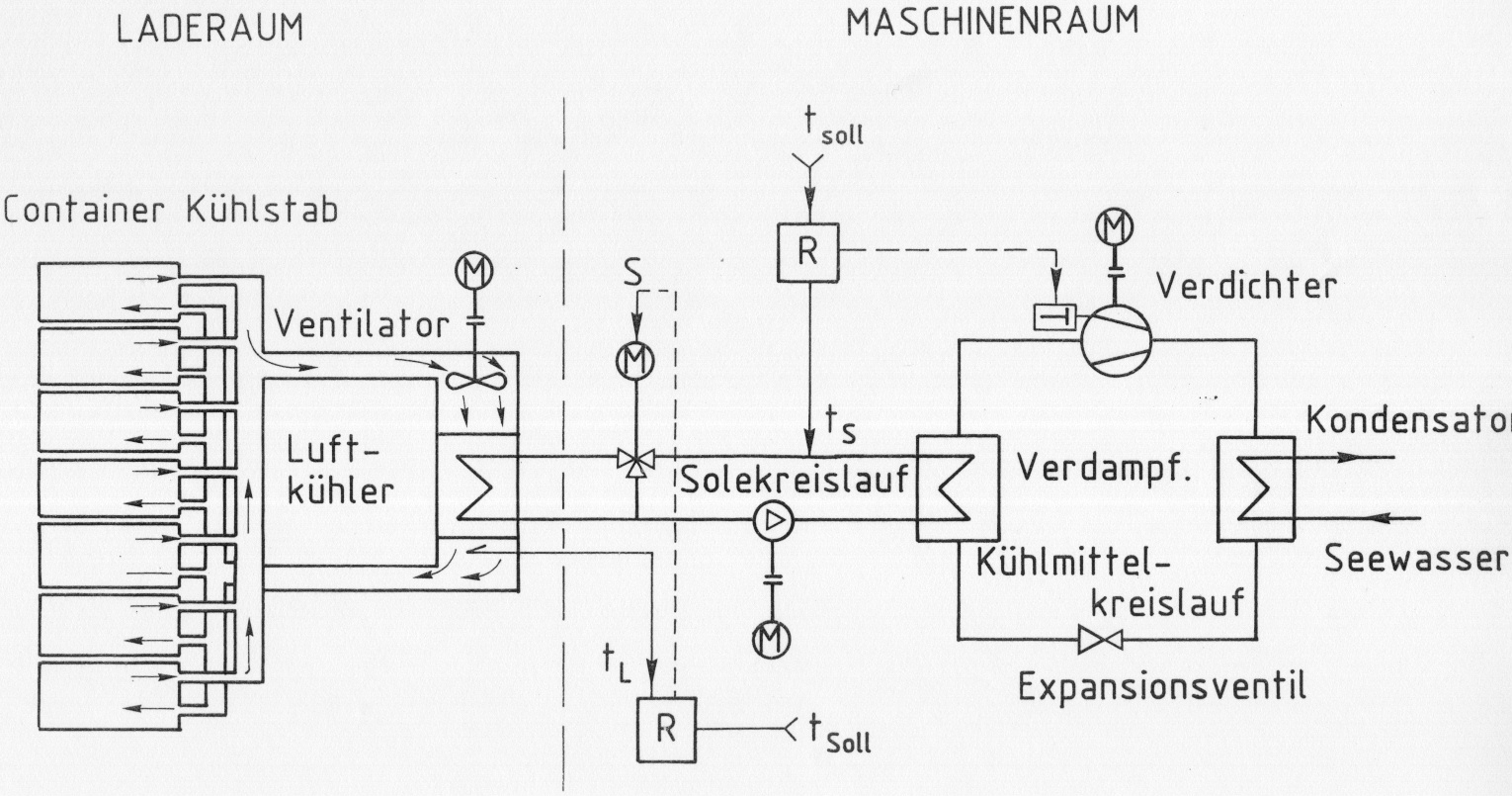
Porthole-Kühlcontainer (links) werden im Laderaum an Kühlstäbe angeschlossen, die über ein Solekreislauf und Kältesystem gekühlt werden

Bemerkenswertestes Detail der Schiffe war ihre beim Bau weltgrößte Kühlcontainerkapazität. Es konnten 454 Porthole-Kühlcontainer-Einheiten an Kühlstäben in den Laderäumen gestaut werden. Über ein bordeigenes Kühlluftsystem wurde die Temperatur in dem Container jeweils in einem Kühlstab  gesteuert. Nur mit dieser neuartigen Technologie war es möglich, so viel Kühlcontainer ohne Schäden zu transportieren. Die Integralcontainer waren zu dieser Zeit (noch) nicht zuverlässig genug. Darüber hinaus konnten weitere 99 TEU an Kühlcontainern mit sogenannten elektrisch betriebenen Clip-On-Units an Deck transportiert werden. Zum Ladungsumschlag waren die Schiffe mit bordeigenen Gantrykränen ausgerüstet.
Die vor der Ölkrise von 1973 konstruierten Dampfturbinenschiffe wurden 1986 aufgrund der verhältnismäßig hohen Brennstoffkosten der Antriebsanlage von General Electric/A.G.Weser bei der HDW-Werft auf japanische Kawasaki-MAN 2S.C.SA.-Dieselmotoren umgebaut. Während dieses umfangreichen Umbaus erhielten die Schiffe Passagiereinrichtungen für zwölf Personen.

## Die Schiffe
| Columbus-New-Zealand-Klasse | Columbus-New-Zealand-Klasse | Columbus-New-Zealand-Klasse | Columbus-New-Zealand-Klasse        | Columbus-New-Zealand-Klasse                                                    |
| Bauname                     | Bau- Nummer                 | IMO- Nummer                 | Kiellegung Stapellauf Ablieferung  | Umbenennung und Verbleib                                                       |
| --------------------------- | --------------------------- | --------------------------- | ---------------------------------- | ------------------------------------------------------------------------------ |
| Columbus New Zealand        | 15                          | 7039610                     | - 27. November 1970 17. April 1971 | Ab 7. September 1998 bei Bhagawati Ship Breaking in Alang abgebrochen          |
| Columbus Australia          | 16                          | 7052947                     | - 9. März 1971 20. Juli 1971       | Ab 18. Juni 1999 bei der Jiangyin Shipbreaking Company in Jiangjin abgebrochen |
| Columbus America            | 17                          | 7109374                     | - 25. Mai 1971 15. Oktober 1971    | Ab 23. Juni 1999 bei der Jiangyin Shipbreaking Company in Jiangjin abgebrochen |
| Daten: Miramar Ship Index   |                             |                             |                                    |                                                                                |